# Heinz Schumann (Fußballspieler)
Heinz Schumann (* 24. April 1922; † 24. April 2003) war ein deutscher Fußballspieler und -trainer, der bei den Vereinen Eintracht Nordhorn, Preußen Münster und Berliner SV 92 in den Fußball-Oberligen Nord, West und Berlin als Stürmer aktiv gewesen ist.
Seine Söhne Thomas Schumann (Hertha 03 Zehlendorf), Andreas Schumann (Fußballspieler), und Christof Schumann haben ebenfalls erfolgreich im Amateurfußball der 1970er Jahre Berlins mitgewirkt.

## Laufbahn

### Nordhorn, Amateurfußball bis 1955
Heinz Schumann war kurz nach Kriegsende mit vierzig weiteren Jugendlichen aus Berlin im Rahmen der „Aktion Storch“ zum Aufpäppeln in die deutsch-niederländische Grenzstadt Nordhorn verschickt worden. Da Schumann schon beim Postsportverein Berlin, der Heimat der „Spartaner“, unter Trainer Ernst Fuhry vor dem Zweiten Weltkrieg dessen Ideale der Menschenbildung und des reinen Amateurgedankens kennengelernt hatte, gehörte er auch in der Kreisstadt der Grafschaft Bentheim zu den Eckpfeilern der von Fuhry geformten Mannschaft von Eintracht Nordhorn.
Den „Weinroten“ aus der protestantischen Textilhochburg Nordhorn wurde durch die begeisternde Form des technisch geprägten Kombinationsfußballs der drei Titelgewinne in Folge in der Amateurliga Niedersachsen-West in den Jahren 1953 bis 1955, das Prädikat eines „Wundersturms“ angehängt. Schumann selbst war ein eleganter, gelenkiger, schneller, ballgewandter Angreifer, der sowohl im Innensturm als auch am linken Flügel zur Geltung kam. Erstmals trat Schumann mit Nordhorn 1952 in den Spielen um die deutsche Amateurmeisterschaft als Vizemeister an. Die Fuhry-Elf scheiterte am Cronenberger SC im fälligen Wiederholungsspiel. Nach den Meisterschaftsgewinnen 1953 und 1954 verzichtete die Eintracht auf die Teilnahme an der Aufstiegsrunde zur Oberliga Nord und trat wieder in den Spielen um die deutsche Amateurmeisterschaft an. Erst nach dem dritten Meisterschaftserfolg 1955 konnte auch Ernst Fuhry nicht mehr seine Mannschaft von der Teilnahme an der Oberligaaufstiegsrunde abhalten. Nordhorn setzte sich gegen Concordia Hamburg, TSV Havelse und den VfB Lübeck durch und stieg in die Oberliga Nord auf.
Heinz Schumann gehörte ab der Saison 1952/53 der Verbandsauswahl von Niedersachsen an. Am 8. März 1953 erzielte er im Halbfinalspiel des Länderpokals in Braunschweig gegen Hessen den Siegtreffer zum 3:2-Erfolg in der Verlängerung für die Niedersachsen. Das Finale gewann Bayern am 25. April 1953 mit 5:2 Toren. Am 25. November 1956 bestritt Schumann sein letztes Länderpokalspiel für Niedersachsen in Oldenburg gegen Schleswig-Holstein. Zum 3:0-Sieg steuerte er einen Treffer bei.
Am 30. Mai 1954 trug die deutsche Fußballnationalmannschaft der Amateure ihr zehntes Länderspiel aus. Heinz Schumann, mit Nordhorn hatte er in Niedersachsen mit dem Torverhältnis von 128:34 Zählern zum zweiten Mal die Meisterschaft in der West-Staffel vor dem VfB Oldenburg und Olympia Wilhelmshaven gewonnen, gehörte der deutschen Amateurauswahl beim 0:0-Unentschieden gegen Frankreich in Longwy an. Die DFB-Elf agierte dabei mit dem Angriff Schumann, Hans Weilbächer, Johann Zeitler, Ernst Wade und Hermann Höfer.

### Oberligafußball, 1955 bis 1959
Das Debüt in der Fußball-Oberliga Nord feierte der Angreifer von Eintracht Nordhorn mit 33 Jahren am ersten Spieltag der Saison 1955/56, am 28. August 1955, beim 3:3-Remis gegen Bremerhaven 93. Vor 9.000 Zuschauern erzielte er in der 32. Minute das erste Oberligator für die Fuhry-Elf, womit er die „Weinroten“ mit 1:0 in Führung brachte. In der 66. Spielminute war er ein weiteres Mal als Torschütze erfolgreich. Die nächsten zwei Heimspiele gegen Werder Bremen und den Hamburger SV – 11. September und 2. Oktober – zählen zu den Höhepunkten der Vereinsgeschichte von Eintracht Nordhorn. Vor 12.000 Zuschauern glückte zuerst ein 5:2-Sieg – drei Treffer von Torjäger Heinz Conradi – gegen Bremen und Mittelstürmer Schumann beendete in der 68. Spielminute mit seinem Treffer zum 5:2 den Torreigen. Am fünften Spieltag, beim 1:1 gegen den Hamburger SV, erzielte Schumann vor der Rekordkulisse von 18.000 Zuschauern in der 73. Minute den Ausgleich. Seine Zweikämpfe mit Mittelläufer Jupp Posipal ragten dabei heraus. Nach dem 15. Spieltag rangierte Nordhorn mit 18:12 Punkten, einen Punkt hinter Holstein Kiel und Hannover 96 mit jeweils 19:11 Punkten, auf dem vierten Tabellenplatz. Am Rundenende kam die Eintracht auf dem 12. Rang ein und Heinz Schumann hatte 28 Einsätze mit zehn Treffern zu verzeichnen. Als er am 4. November 1956 mit seinen drei Treffern im Alleingang den 3:2-Heimerfolg gegen die Gäste von Eintracht Braunschweig – erste Runde von Eintracht-Torhüter Hans Jäcker – herausholte, verabschiedete er sich damit aus Nordhorn und schloss sich Preußen Münster in der Fußball-Oberliga West an. Bei den Preußen debütierte er am 16. Februar 1957 beim 5:1-Heimsieg gegen Borussia Mönchengladbach. Die Münsteraner Flügelzange bildeten Felix Gerritzen und Heinz Schumann, dem auch beim Einstand ein Tor gelang. Am Schlusstag der Runde 1956/57, am 18. Mai 1957, verabschiedete sich Schumann nach acht Einsätzen mit zwei Toren, mit der 0:2-Auswärtsniederlage beim SV Sodingen aber bereits wieder aus Münster und zog wieder in seine Heimatstadt Berlin und schloss sich dort dem Berliner SV 92 an.
Von 1957 bis 1959 absolvierte der Routinier für den BSV 92 in der Stadtliga Berlin 37 Spiele und erzielte dabei 23 Tore. Mit dem 3:2-Erfolg am 26. April 1959 gegen Viktoria 89 Berlin beendete er seine Spielerlaufbahn. In der elften Minute erzielte der 37-Jährige dabei die 2:0-Führung. Insgesamt stehen für Heinz Schumann von 1955 bis 1959 73 Oberligaeinsätze mit 39 Toren zu Buche. Am 19. Spieltag der Runde 1955/56, am 29. Januar 1956, hütete er als Vertreter des verhinderten Stammtorhüters Karl Beyer bei der 0:3-Auswärtsniederlage gegen Arminia Hannover einmal das Tor von Eintracht Nordhorn.

## Trainer
Heinz Schumann, der bereits als Aktiver im Jahre 1954 die Fußball-Lehrer-Lizenz erworben hatte, war in Berlin über viele Jahre als Trainer tätig, u. a. trainierte er Wacker 04 Berlin. Ab 1964 war er Vorsitzender der Verbandsgruppe Berlin im Bund Deutscher Fußball-Lehrer. Im Jahre 1980 wurde er mit der Goldenen Verdienstnadel des Deutschen Sportlehrer-Verbandes ausgezeichnet.